# Vitrinella
Vitrinella is een geslacht van weekdieren uit de klasse van de Gastropoda (slakken).

## Soorten
- Vitrinella aguayoi (Corgan, 1968)
- Vitrinella anneliesae De Jong & Coomans, 1988
- Vitrinella annulifera (Dautzenberg, 1910)
- Vitrinella anomala (d'Orbigny, 1842)
- Vitrinella aristata Rubio, Fernández-Garcés & Rolán, 2011
- Vitrinella berryi Bartsch, 1907
- Vitrinella bifilata Carpenter, 1857
- Vitrinella bushi Dautzenberg, 1912
- Vitrinella calliglypta Aguayo, 1949
- Vitrinella campylochila Pilsbry & Olsson, 1952
- Vitrinella canaliculata Rubio, Fernández-Garcés & Rolán, 2011
- Vitrinella caperata (Tate, 1899)
- Vitrinella columbiana Bartsch, 1921
- Vitrinella contracta (Vanatta, 1913)
- Vitrinella cupidinensis van Regteren Altena, 1966
- Vitrinella dalli (Bartsch, 1911)
- Vitrinella eshnaurae Bartsch, 1907
- Vitrinella filifera Pilsbry & McGinty, 1946

- Vitrinella floridana Pilsbry & McGinty, 1946
- Vitrinella fortaxis Pilsbry & Olsson, 1952
- Vitrinella funiculus (Dall, 1892)
- Vitrinella goniomphala Pilsbry & Olsson, 1952
- Vitrinella guaymasensis Durham, 1942
- Vitrinella helicoidea C. B. Adams, 1850
- Vitrinella hemphilli Vanatta, 1913
- Vitrinella kaykayae Rolán & Sellanes, 2004
- Vitrinella lucasana (F. Baker, Hanna & Strong, 1938)
- Vitrinella magister Pilsbry & Olsson, 1952
- Vitrinella margarita Pilsbry & Olsson, 1952
- Vitrinella martensiana (Hertlein & Strong, 1951)
- Vitrinella modesta C. B. Adams, 1852
- Vitrinella multispiralis Pilsbry & Olsson, 1952
- Vitrinella naticoides Carpenter, 1857
- Vitrinella oldroydi Bartsch, 1907
- † Vitrinella opsitelotus (Dall, 1892)
- Vitrinella pelorcei Rubio, Fernández-Garcés & Rolán, 2011

- Vitrinella politurae Rolán & Rubio, 1999
- Vitrinella ponceliana de Folin, 1867
- Vitrinella prominula (A. Adams, 1861)
- Vitrinella proxima Pilsbry & Olsson, 1952
- Vitrinella pseudoaristata Rubio, Fernández-Garcés & Rolán, 2011
- Vitrinella pusilla (L. Pfeiffer, 1840)
- Vitrinella smithi Bartsch, 1927
- Vitrinella solaris Rubio, Fernández-Garcés & Rolán, 2011
- Vitrinella stearnsi Bartsch, 1907
- Vitrinella stephensae (F. Baker, Hanna & Strong, 1938)
- Vitrinella subquadrata Carpenter, 1857
- Vitrinella tiburonensis Durham, 1942
- Vitrinella tryoni Bush, 1897
- Vitrinella urdunica Bandel, 2010
- Vitrinella vesta (Hedley, 1901)
- Vitrinella williamsoni Dall, 1892
- Vitrinella zonitoides (Hertlein & Strong, 1952)

### Synoniemen
- Vitrinella (Docomphala) arifca Bartsch, 1915 => Lodderena arifca (Bartsch, 1915)
- Vitrinella (Striovitrinella) Olsson & McGinty, 1958 => Solariorbis Conrad, 1865
- Vitrinella alaskensis Bartsch, 1907 => Rissoella alaskensis (Bartsch, 1907)
- Vitrinella bicaudata Pilsbry & McGinty, 1946 => Tomura bicaudata (Pilsbry & McGinty, 1946)
- Vitrinella blakei Rehder, 1944 => Solariorbis blakei (Rehder, 1944)
- Vitrinella cerion Dall, 1927 => Mikro cerion (Dall, 1927)
- Vitrinella congoensis Thiele, 1925 => Circulus congoensis (Thiele, 1925)
- Vitrinella declivis Thiele, 1925 => Sigaretornus planus (A. Adams, 1850)
- Vitrinella diaphana (d'Orbigny, 1842)=> Vitrinella pusilla (L. Pfeiffer, 1840)
- Vitrinella elegans Olsson & McGinty, 1958 => Solariorbis elegans (Olsson & McGinty, 1958)
- Vitrinella georgiana Dall, 1927 => Cirsonella georgiana (Dall, 1927)
- Vitrinella holmesii Dall, 1889 => Cochliolepis holmesii (Dall, 1889)
- Vitrinella inclinans Barnard, 1963 => Skenea inclinans (Barnard, 1963)
- Vitrinella interrupta C. B. Adams, 1850 => Parviturboides interruptus (C. B. Adams, 1850)
- Vitrinella megastoma C. B. Adams, 1850 => Teinostoma megastoma (C. B. Adams, 1850)
- Vitrinella mooreana Vanatta, 1904 => Solariorbis mooreanus (Vanatta, 1904)
- Vitrinella multicarinata Dall, 1889 => Episcynia multicarinata (Dall, 1889)
- Vitrinella novemcarinata (Melvill, 1906) => Lodderia novemcarinata (Melvill, 1906)
- Vitrinella panamensis C. B. Adams, 1852 => Cyclostremiscus panamensis (C. B. Adams, 1852)
- Vitrinella praecox Pilsbry & McGinty, 1946 => Vitrinella helicoidea C. B. Adams, 1850
- Vitrinella rhyssa Dall, 1927 => Xyloskenea rhyssa (Dall, 1927)
- Vitrinella semisculpta Olsson & McGinty, 1958 => Circulus semisculptus (Olsson & McGinty, 1958)
- Vitrinella tenuisculpta Aguayo & Borro, 1946 => Vitrinella aguayoi (Corgan, 1968)
- Vitrinella terminalis Pilsbry & McGinty, 1946 => Solariorbis terminalis (Pilsbry & McGinty, 1946)
- Vitrinella texana D. R. Moore, 1965 => Circulus texanus (D. R. Moore, 1965)
- Vitrinella truncata Gabb, 1881 † => Solariorbis truncatus (Gabb, 1881)
- Vitrinella valvatoides C. B. Adams, 1852 => Cyclostremiscus valvatoides (C. B. Adams, 1852)

### Taxon inquirendum
- Vitrinella carinifex Dall, 1927
- Vitrinella massarita Dall, 1927
- Vitrinella meneghinii Caramagna, 1888

### Nomen dubium
- Vitrinella carinata (d'Orbigny, 1842)
- Vitrinella cyclostomoides (Pfeiffer, 1840)
- Vitrinella hyalina C. B. Adams, 1850
- Vitrinella tincta C. B. Adams, 1850